# Ernesto Belis
Ernesto Belis (1 de febrer de 1909 - ?) fou un futbolista argentí.

## Selecció de l'Argentina
Va formar part de l'equip argentí a la Copa del Món de 1934.